# Elaeagnus kanaii
Elaeagnus kanaii är en havtornsväxtart som beskrevs av Momiy.. Elaeagnus kanaii ingår i släktet silverbuskar, och familjen havtornsväxter. Utöver nominatformen finns också underarten E. k. osmastonii.